# Bethel, New York
Bethel je naselje v okrožju Sullivan na jugu ameriške zvezne države New York, približno 130 km severozahodno od New Yorka. Po popisu leta 2010 je imelo 4255 prebivalcev.
Stoji v kmetijskem območju v hribovju Catskill Mountains, ki je bilo v sredini 20. stoletja priljubljeno kot poletna počitniška destinacija newyorške judovske skupnosti, imenovano »Borscht Belt« (dobesedno Pas boršča). V okolici so bili posejani številni kampi in prenočitveni objekti, ki pa so do danes večjidel propadli. Kraj je zaslovel leta 1969, ko so na kmetiji Maxa Yasgurja pri zaselku White Lake priredili znameniti festival Woodstock, ki se ga je udeležilo skoraj pol milijona ljudi. Yasgur je dovolil prireditev na svojem posestvu kljub odporu lokalne skupnosti, ko so dovoljenje že odrekli v bližnjem Wallkillu.
Prizorišče festivala je kasneje odkupila fundacija televizijca Alana Gerryja in tam leta 2006 zgradila sodobno koncertno prizorišče ter muzej Bethel Woods, kjer zdaj redno prirejajo koncerte in druge prireditve.